# Berliște
Berliște é uma comuna romena localizada no distrito de Caraș-Severin, na região de Banato. A comuna possui uma área de 61.08 km² e sua população era de 1178 habitantes segundo o censo de 2007.